# Слава России (шхуна, 1789)
«Слава России» — парусный шлюп, построенный для участия в экспедиции И. И. Биллингса и Г. А. Сарычева.

## Строительство
Г. А. Сарычев прибыл в Охотск, и 27 марта 1786 года организовал строительство двух судов «Слава России» и «Доброе намерение» на охотской верфи, постройкой занимались Г. А. Сарычев и P. P. Галл. Спуск на воду шлюп «Слава России» состоялся 10 июня 1789 года, а шхуны «Доброе намерение» 8 июля 1789 года. Оба судна вошли в состав Охотской флотилии России.

## Описание шхуны
Парусный деревянный шлюп. Длина шлюпа составляла 24,6 метра, ширина — 7,2 метра, осадка — 2,9 метра. Команда судна, в большей части, состояла из сибирских казаков, никогда не видевших морских судов, и матросов Охотского порта, которые «были не много искуснее казаков, наше вооружение с их галиотским имело великую разность».

## История службы
При выходе из устья устья Охоты шлюп «Доброе намерение» разбился, поэтому в экспедиции приняла участие только «Слава России».
19 сентября 1789 года шлюп под командованием И. И. Биллингса вышла в море. 29 сентября, по пути от Охотска к Камчатке, был открыт остров Святого Ионы. К 5 октября судно вошло в Петропавловскую гавань, где осталось на зимовку.
9 мая 1790 года «Слава России» вышла из Петропавловска к берегам Америки по маршруту: остров Уналашка — острова Шумагина — Евдокеевские острова — остров Кадьяк, и 12 июля достигла берегов Америки. 19 июля судно вошло в Чугацкий залив. Во время плавания были исследованы острова и заливы американского побережья. 13 октября из-за недостатка провизии экспедиция была вынуждена повернуть к Камчатке, и 13 октября шхуна вошла в Авачинскую губу.
19 мая 1791 года судно чуть не разбилось о подводные камни у острова Медный. К концу июня «Слава России», обогнув Алеутские острова подошла к острову Уналашка, где находилась до 8 июля. После чего пройдя мимо островов Прибылова и Святого Лаврентия судно взяло курс к Берингову проливу. 4 августа «Слава России» зашла в губу Святого Лаврентия.
13 августа командование «Славой России» перешло к Г. А. Сарычеву. На следующий день шлюп вышел в море в направлении острова Уналашка, куда прибыл 29 августа 1791 года и осталася на зимовку. 2 сентября к острову подошел катер «Чёрный Орел», под командованием P. P. Галла. Как старший в чине, P. P. Галл принял командование «Славой России», передав командование «Чёрным Орлом» Г. А. Сарычеву. 16 мая 1792 года оба судна вышли в море, и к 19 июня вернулись в Петропавловск, где «Слава России» была сдана в порт.
В 1801 году шлюл «Слава России» затонул в Петропавловской гавани.

## Командиры шлюпа
Командирами шхуны в разное время служили:
- И. И. Биллингс (с 1789 года по 14 августа 1791 года)
- Г. А. Сарычев (с 14 августа по 29 сентября 1791 года)
- P. P. Галл (с 29 сентября 1791 года по 1792 год)